# گروه ویولت استورم
چیزی یافت نشد